# Лерик
Лерик (азерб. Lerik, тал. Lik) — город на юге Азербайджана, около границы с Ираном, центр Лерикского района. Город расположен в Талышских горах, в 56 км от Ленкорани.

## История
Село Лерик входил в состав Ленкоранского уезда Бакинской губернии. В 1930 году стал административным центром Зувандского района Азербайджанской ССР, переименованного в 1938 году в Лерикский.
По данным списков населённых мест Бакинской губернии от 1870 года, составленных по сведениям камерального описания губернии с 1859 по 1864 гг., в селении Лерик Ленкоранского уезда было 58 дворов с населением 400 человек, состоящее из талышей-шиитов. По данным «Кавказского календаря» на 1915 год в Лерике проживало 805 человек, в основном талыши.
23 июня 1962 года Лерик получил статус посёлка городского типа.
По переписи 1979 года в Лерике проживало 4,503 человека, а по переписи 1989 года — 5,824 человека.

## География и климат

### Рельеф
Территория региона Лерик находится на территории Талышсккого хребта. Граничит с Ярдымлы на юге и юго-западе, Ленкоранью на северо-востоке, Масаллы на северо-западе и Астарой на юго-востоке. Самые высокие вершины — Кёмюркёй (2492 м) и Кызыурд (2433 м) находятся на Талышском хребте. В основном местность состоит из вулканогенно-осадочных пород палеогена.

### Природа
Вегетация Лерика в основном состоит из густых и редких древесных лугов и горных лесов. В лесах растут Дуб каштанолистный, Боярышник, арахис, Грецкий орех, Эльдарская Сосна и амбур.

### Климат
Осенью в Лерике часто идут дожди. Средняя температура составляет от 1 до −4 градусов C в январе и 22-12 °C в июле. Ежегодное количество осадков составляет от 300 мм до 800 мм.

### Заповедники
Зувандский государственный заповедник расположен в Лерике. Растительность региона в основном состоит из редких лугов и горных лесов (дуб, боярышник, бук, грецкий орех, железное дерево). Площадь составляет 40,3 тыс. га лесного покрова. В этих лесах — лисы, волки, медведи, кабаны и другие дикие животные.

## Достопримечательности
- Музей долгожителей[11].

## Известные уроженцы
- Мирфаиг Ганиев — азербайджанский спортсмен, выступающий в профессиональном тайском боксе. Чемпион Европы среди юношей, победитель Кубка Европы, чемпион Азербайджана.
- Мархамат Тагиев — азербайджанский боец смешанных единоборств. Чемпион мира, двукратный чемпион Евразии, многократный чемпион Азербайджана, победитель и призёр международных турниров по универсальному бою, дзюдо.

## Исторические и архитектурные памятники
Бузеирская пещера — одно из старейших поселений в каменном веке Азербайджана. С XVIII по XIX век знаменитый французский археолог Жак де Морган, К. Шаффер и его брат Анри назвали Лерик «археологическим раем». Известный археолог Х. Хуммель подтверждает подлинность материально-культурных образцов, найденных в Лерике в регионе Лерик в эпоху неолита. Профессор Асадулла Джафаров, заведующий кафедрой археологии и этнографии Института истории Академии наук, провел научные исследования в Лерикском районе, впервые открыл древний человеческий лагерь Среднего палеолита в пещере Бузеир.